# 롤러코스터 (음악 그룹)
롤러코스터(영어: Roller Coaster)는 조원선, 이상순, 최진우로 구성된 대한민국의 모던 록 밴드이다.

## 결성 및 활동
롤러코스터는 솔로로 활동하던 최진우, 객원보컬과 코러스 활동을 하던 조원선 그리고 기타리스트였던 이상순이 모여 결성하였다. 1999년 1집 《Roller Coaster》로 데뷔하였고, 처음 롤러코스터의 음악이 소개되었을 때 음악 전문가들은 이들의 음악장르를 대개 애시드 재즈나 혹은 애시드 팝 이라고 분류해 놓았으나, 일렉트로니카나 펑크스타일의 곡도 발표하면서 다양한 장르의 음악을 선보였다. 1999년 9월 9일부터 12일까지 대학로 컬트홀에서 첫 라이브 콘서트를 열었다.
2000년 8월 정규 2집 앨범인 《일상다반사》를 발매하였다.
2002년 4월 정규 3집 앨범인 《Absolute》를 발매하였다.
1999년 결성해 멤버의 변화없이, 2006년까지 5장의 정규 앨범과 한장의 라이브 앨범을 내놓았다. 멤버 중 보컬인 조원선은 2009년에 솔로 앨범을 발매하였다. 이후에 별다른 그룹활동이 없다가, 조원선과 이상순은 각자의 길에 충실할 것을 원함으로써 2015년 해체되었다.

## 구성원
조원선
- 1972년 7월 3일생. 보컬 담당

이상순
- 1974년 8월 25일. 기타 담당
- 김동률과 베란다 프로젝트 그룹 결성. 2010년 5월 18일,《Day Off》 발표.
- 2011년 11월, 가수 이효리와의 열애를 인정, 2013년 9월 결혼.

최진우
- 1971년 4월 6일생. 베이스 기타와 프로그래밍 담당.
- 1990년 동경 One 90 페스티벌 최우수 기타리스트상 수상
- 1996년 1집 앨범 'JinuJoke' 발매
- 좋아하는 아티스트: 조용필, 안전지대, 벤 헤일런
- 토이(Toy)의 유희열과 해군 동기. 김세황과도 친분이 있음.

## 음반
- 1999년 《Roller Coaster》 (1집)
- 2000년 《일상다반사》 (2집)
- 2002년 《Absolute》 (3집)
- 2002년 《Live》 (실황음반)
- 2004년 《Sunsick》 (4집)
- 2006년 《Triangle》 (5집)
- 2006년 〈유행가〉 (디지털 싱글)